# 西中央 (福島市)
西中央（にしちゅうおう）は、福島県福島市の町丁である。西中央一丁目から五丁目で構成されている。郵便番号は960-8074。

## 地理
市の吾妻地域に属し、福島市街地の西部に位置する。北で北中央と、北東角で東中央の南西角と、東で南中央と、南から西にかけ下野寺と、北西角で笹木野とそれぞれ隣接する。上町に所在する 福島警察署及び上野寺に所在する福島消防署西出張所がそれぞれ管轄にあたる。域内は新興住宅地として家屋や団地が多数と立ち並び、域内の幹線道路沿いに商業施設などが立地する。

## 歴史
1976年7月6日より行われた福島中央土地区画整理事業により東中央、北中央、南中央と共に1989年3月10日に笹木野と下野寺の一部が町名地番変更され設置された。

## 世帯数と人口
2022年（令和4年）2月28日現在の世帯数と人口は以下の通りである。
| 丁目         | 世帯数  | 人口  |
| ------------ | ------- | ----- |
| 西中央一丁目 | 131世帯 | 298人 |
| 西中央二丁目 | 175世帯 | 329人 |
| 西中央三丁目 | 228世帯 | 501人 |
| 西中央四丁目 | 193世帯 | 414人 |
| 西中央五丁目 | 207世帯 | 440人 |

## 小・中学校の学区
市立小・中学校に通う場合、学区は以下の通りとなる。
| 番地 | 小学校             | 中学校             |
| ---- | ------------------ | ------------------ |
| 全域 | 福島市立野田小学校 | 福島市立野田中学校 |

## 交通

### 鉄道
- 域内に鉄道施設は無い。最寄り駅はJR奥羽本線笹木野駅である。

### 道路
- 国道13号福島西道路（域内東端）
  - 西大橋（取り付け部分）
- 福島県道70号福島吾妻裏磐梯線
- 福島市道25号南沢又大森線（域内西端）
- 福島市道165号中央1号線（域内北端）

### バス
福島交通路線バス
- （福島駅方面） - テレビユー福島 - 中屋敷 - （上姥堂方面）
  - 上姥堂
  - 上姥堂経由高湯温泉
  - 福島駅西口経由大原綜合病院

## 施設

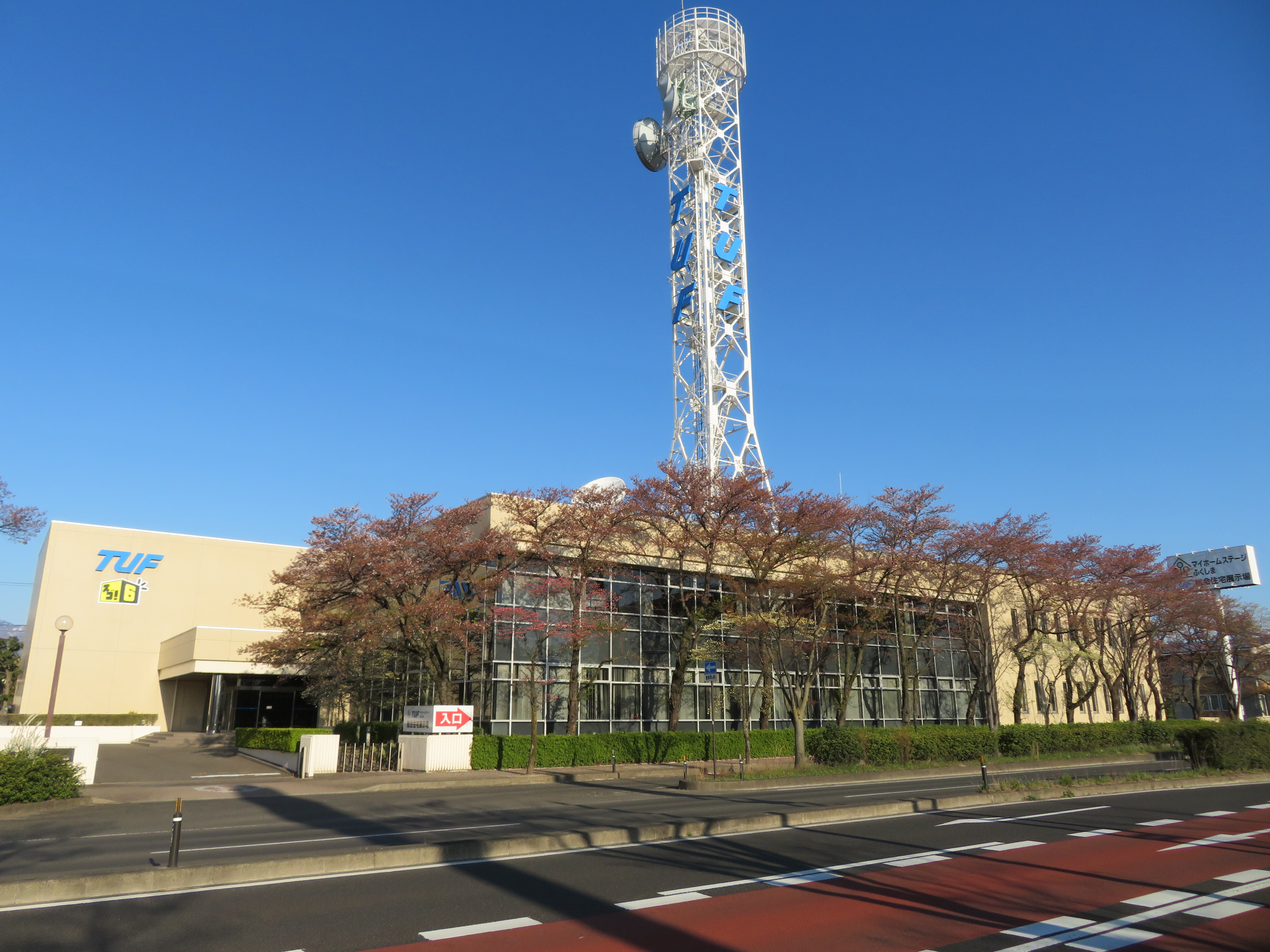
西中央1丁目1番にあるテレビユー福島本社

- テレビユー福島本社
- 天神公園
- 高田公園
- 穴田公園
- 下野寺公会堂
- 福島聖書教会
- ハシドラッグ福島中央店
- トヨタカローラ福島西中央店